# Kameny Mora

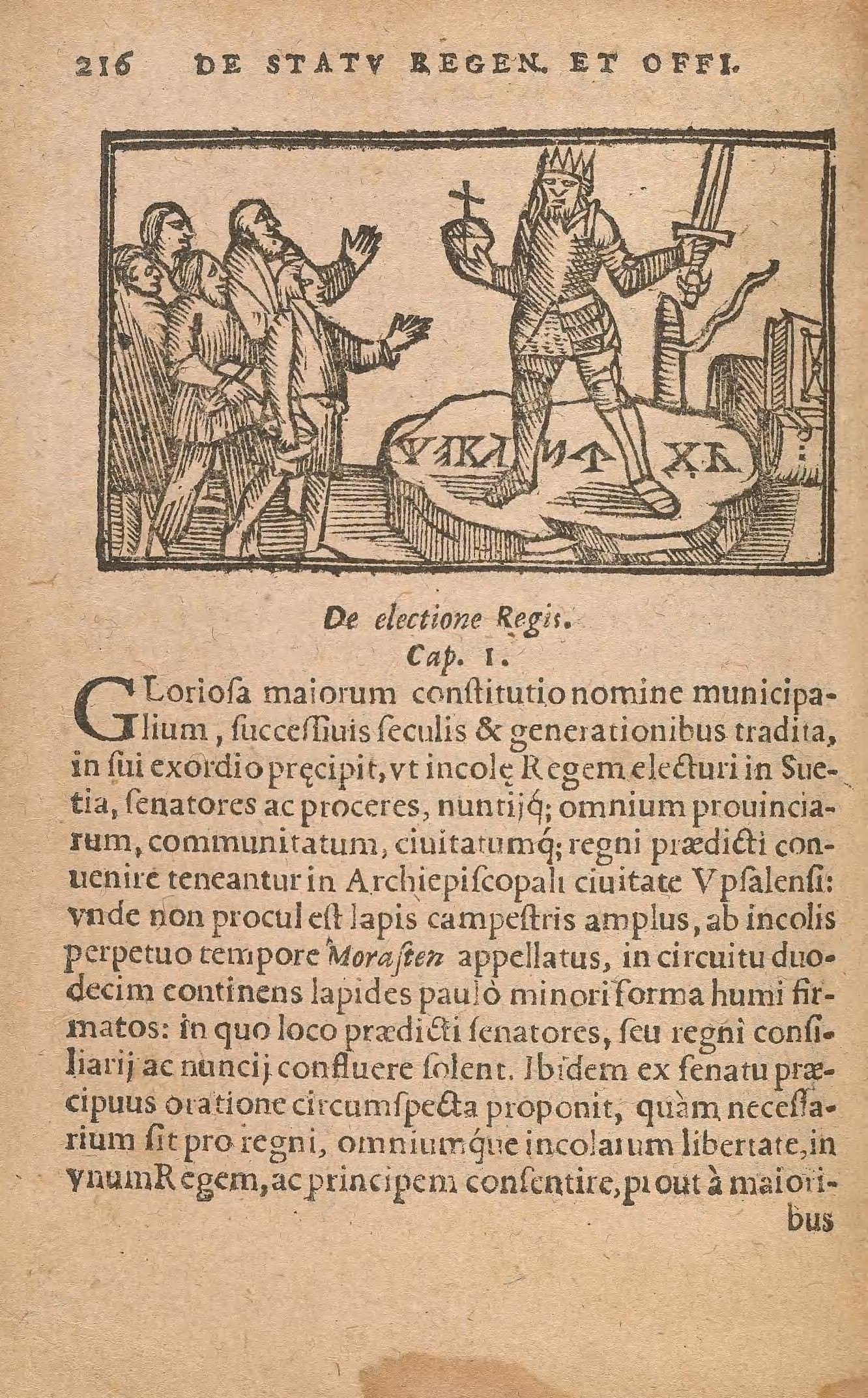
Volby švédského krále na osudovém kameni Mora.

Kameny Mora je řada reliktů dokumentující dobu středověku ve Švédsku, kdy se královská moc nedědila, ale švédský král byl volen. Zlomky kamenů jsou uloženy v malém domku vzdáleném jedenáct kilometrů jihovýchodně od katedrály v Uppsale, v údolí říčky Storån, ve farnosti Lagga nedaleko obce Knivsta, v provincii Uppland. Původní volební místo „u kamenů Mora“ zcela zaniklo. Bylo dostupné i vikingskou vodní cestou vedoucí do staré Uppsaly zvanou Långhundraleden; rovněž se nacházelo na spojnici historických zemí Attundaland a Tiundaland.

## Volba švédského krále
Volebním shromaždištěm bylo náměstí, v jehož středu se nacházel velký plochý kámen zvaný „Mora“. Na něm pak stanul nově zvolený král a přítomní zástupci z řad šlechty jednotlivých provincií mu vzdali hold. Poté byl na osudový kámen umístěn kámen menší, který obsahoval informace o novém panovníkovi. Při dalších volbách byl „neaktuální“ menší kámen z velkého kamene odstraněn a umístěn byl v blízkém okolí. Prvním, literaturou doloženým, zvoleným králem byl Magnus Ladulås (rok 1275),  posledním byl Kristián I. Dánský zvolený v roce 1457, ale tradice voleb bude pravděpodobně delší. Z datovaných kamenů Mora je nejstarší kámen z 23. července 1396 vzdávající poctu Eriku VII. Pomořanskému, novější dochovaný kámen je z 28. června 1448 a vzdává hold Karlovi VIII. Knutssonovi.

## Korunovace švédského krále
Korunovace nově zvoleného švédského krále probíhala v katedrále v Uppsale až po absolvování cesty zvané Eriksgata, kdy byl král při návštěvě různých provincií představen a uznán tamější místní regionální jurisdikci. Stávalo se, že nově zvolený král tuto cestu nepřežil, například Snorri Sturluson (1179–1241) ve své díle Heimskringla píše, že se ve zdejších močálech pět zvolených králů utopilo.
Po Gustavu Vasovi, který zavedl dědičné nástupnictví na trůn, měla Eriksgata pouze symbolický charakter. Posledním králem, který cestu provedl  podle staré tradice, byl Karel IX. (1550–1611).

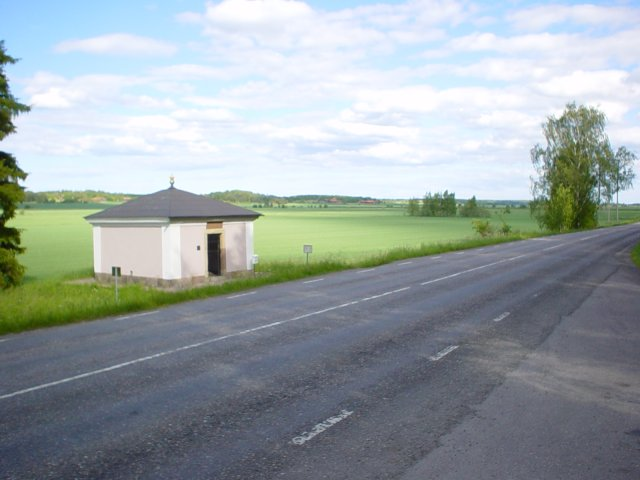
Domek s uloženými kameny

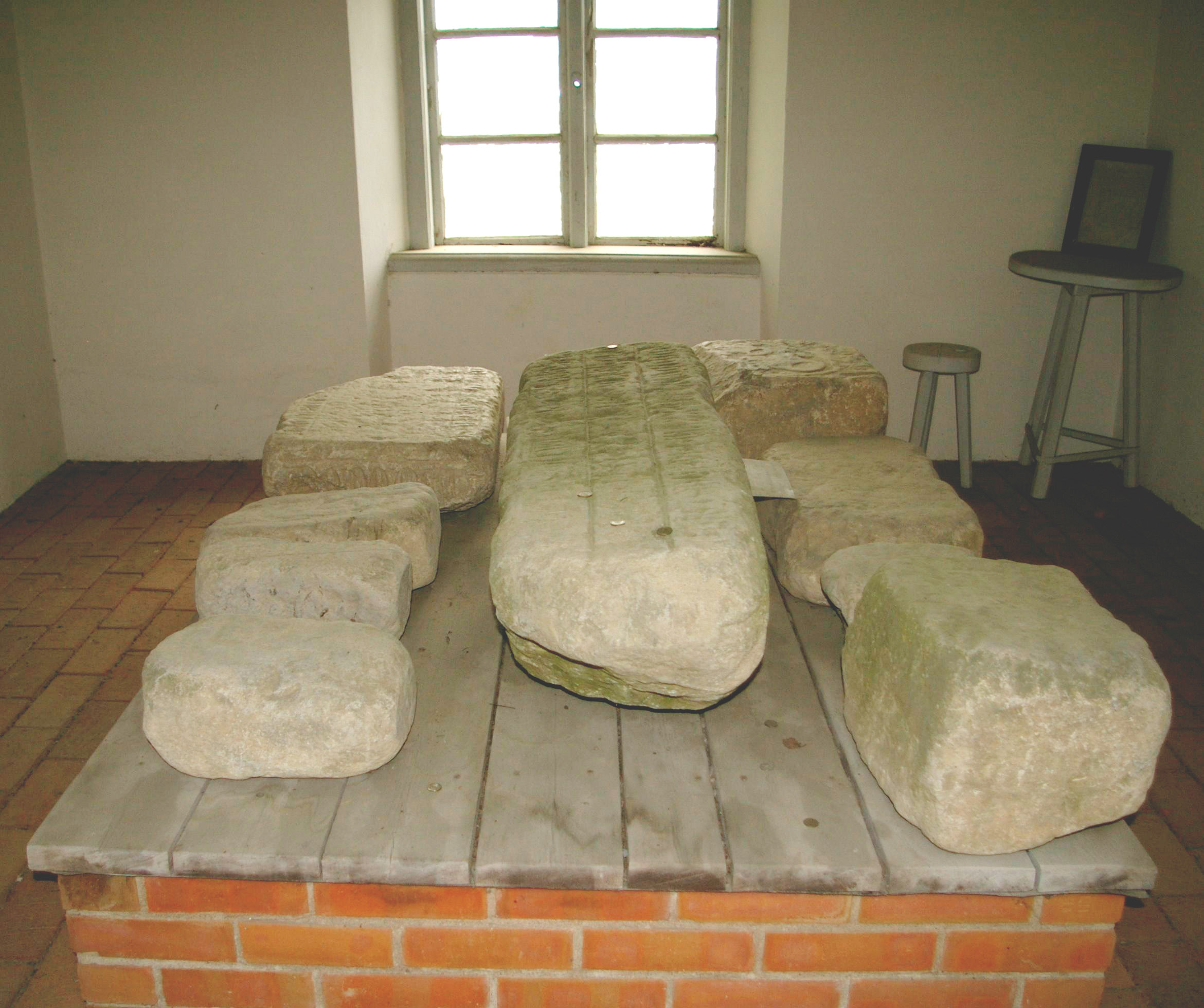
Uložené fragmenty kamenů

## Příběh kamenů
Osudový kámen Mora se nedochoval; byl pravděpodobně zničen kolem roku 1515 během povstání proti nadvládě Dánů. Tehdy stál v čele Dánů Kristián II. Dánský a švédskou stranu zastupoval budoucí král Gustav Vasa. Dědickým nástupnictvím trůnu pak volební místo zaniklo a dochovalo se z něj jen několik menších kamenů. Na jednom takovém kameni jsou vytesány tři korunky, které používal ve svém znaku Magnus IV. Švédský a poté se tři korunky staly součástí státního znaku Švédska. Domek, kde jsou nalezené kameny uloženy, nechal vybudovat v 18. století důstojník jménem Carl Wijnbladh (1705–1768).